# Wikstroemia capitatoracemosa
Wikstroemia capitatoracemosa är en tibastväxtart som beskrevs av S.C. Huang. Wikstroemia capitatoracemosa ingår i släktet Wikstroemia och familjen tibastväxter. Inga underarter finns listade i Catalogue of Life.